# SIRUTA
SIRUTA (акр. від рум. Sistemul Informatic al Registrului Unităților Teritorial - Administrative) — офіційна класифікація румунських міст та сіл. Підтримує Національний інститут статистики.

## Структура
Кожному суб'єкту бази надається 6-значний код (5-значний унікальний код і 1-значна контрольна сума). Вся класифікація ієрархічна. Румунія (держава) як основа деревоподібної структури, потім 40 повітів + Бухарест. Бухарест містить місто Бухарест, яке у свою чергу містить 6 секторів.
У кожному окрузі є муніципалітети, громади та комуни, кожен з яких складається з міст та сіл.
Архіви SIRUTA містять докладну документацію щодо всієї класифікації, включаючи алгоритм для контрольної суми.